# 김해 김씨 (수봉계)
김해 김씨(金海金氏)는 경상남도 김해시를 본관으로 하는 대한민국의 성씨이다. 숙종 때에 노비였다가 대 기근 때 나라에 곡식과 쌀을 바치고 평민이 되고, 통정대부에 오른 수봉(守奉)을 시조로 한다.

## 역사
시조 수봉(守奉)의 가계는 아버지 갓동 또는 어련, 할아버지 이동 이전으로는 상고할 수 없다. 문헌상 전하는 기록으로는 1678년(숙종 4년) 수봉이 노비 신분일 때 김해(金海)라는 본관을 이미 가졌다는 연구가 있으며, 수봉의 이전 선조가 다른 김해 김씨 중 한 명이 노비와의 사이에서 자손을 두었는지 여부는 불확실하다.
4세 김종오, 김종옥, 김종원 등은 신등면으로 이주하였으며, 신등면 단하계촌으로 이주한 김종오와 김종옥은 안동김씨로 성관을 개정하려다가 실패했고, 1849년(헌종 15) 수봉의 증손 김종원은 안동 김씨로 편입하였다. 다른 후손들은 계속 김해 김씨로 계대를 이어오고 있다.

## 인물

### 조선
- 김흥발 : 가선대부 동지중추부사
- 김흥창 : 1732년 절충장군을 역임했다.
- 김소명 : 3세손. 1780년 서사 낭청을 역임했다.
- 김해발 : 1759년 전력부위를 지냈다.
- 김명재 : 4세손. 1780년~1789년 서사 낭청을 역임했다.

## 집성촌
- 경상남도 산청군 단성면
- 경상남도 산청군 신등면 단하계촌
- 경상북도 안동시 도산면
- 경상남도 진주시